# Batalla de Bialystok
La Batalla de Białystok, también conocida como Batalla de Olmonty, fue una batalla librada el 16 de julio de 1769 entre los confederados de Bar y las tropas rusas que buscaban imponer la política del príncipe Repnin para convertir la Mancomunidad de Polonia-Lituania en un protectorado ruso de facto. Terminó con la derrota de los confederados, cerrando el período de sus operaciones ofensivas a gran escala hasta 1771, cuando volverían a intentar alguna ofensiva tras reorganizar sus fuerzas con ayuda de Carlos Francisco Dumouriez.

## Batalla
Las fuerzas confederadas, compuestas por unos 4000 jinetes entre voluntarios y desertores del ejército regular polaco con 18 cañones, bajo el mando de Józef Bierzyński, se enfrentaron el 16 de julio de 1769 con las fuerzas regulares rusas, compuestas por unos 800 soldados con 4 cañones bajo el mando de Golitsin.
Como resultado de la batalla que enfrentó a ambas fuerzas durante todo el día, y en la que la artillería polaca participó activamente hasta que agotó sus pocas municiones, los rusos lograron hacer retroceder a las fuerzas confederadas y repeler con éxito los contraataques que intentaron a lo largo de la tarde.
Los análisis de la batalla destacan que la derrota de los confederados en la misma fue causada no solo por el mal entrenamiento y equipamiento de las tropas polacas (estando nutridas principalmente por voluntarios armados únicamente a sable), sino también por el uso de tácticas obsoletas: la caballería ligera polaca caracoleo en lugar de cargar, lo que permitió a la infantería y artillería rusa mejor pertrechada mantenerse disparando contra las filas polacas durante todo el día.
Como resultado de la derrota polaca, además de los muertos y heridos, aproximadamente 1000 confederados desertaron y huyeron del campo de batalla o fueron hechos prisioneros.

## Celebraciones de aniversario
El 15 de julio de 2012 tuvieron lugar en Olmonty las celebraciones del 243.º aniversario de la batalla, combinado con un picnic de reconstrucción.